# Галлямов, Ильшат Альбертович
Ильшат Альбертович Галлямов — сотрудник Министерства внутренних дел Российской Федерации, капитан милиции, погиб при исполнении служебных обязанностей во время Второй чеченской войны, кавалер ордена Мужества (посмертно).

## Биография
Ильшат Альбертович Галлямов родился 30 марта 1971 года в селе Буздяк — райцентре Башкирской Автономной Советской Социалистической Республики. Его отец долгие годы трудился в сельском хозяйстве, пройдя путь от инженера местного совхоза до руководителя Буздякского районного объединения «Сельхозтехника», затем находился на руководящей работе в органах местной исполнительной власти вплоть до своего выхода на пенсию в 1999 году.
На протяжении ряда лет Галлямов служил в органах внутренних дел Российской Федерации. Последовательно был сотрудником дежурной части, уголовного розыска, участковым, старшим дознавателем Буздякского районного отдела внутренних дел Республики Башкортостан. Окончил два института.
Летом 2001 года капитан милиции Ильшат Галлямов по собственному желанию поехал в служебную командировку в Чеченскую Республику, в зону контртеррористической операции по восстановлению конституционного порядка на Северном Кавказе. Представляющий МВД Республики Башкортостан, он был прикомандирован к Урус-Мартановскому районному отделу внутренних дел. 14 августа 2001 года Галлямов с группой сотрудников Алхазуровского поселкового отделения милиции Урус-Мартановского района выехал на автомашине «УАЗ» в районный центр. На дороге Гойское — Урус-Мартан их транспорт был обстрелян сепаратистами. Организовав круговую оборону, милиционеры отстреливались от наседавших боевиков. Галлямов в разгар боя заслонил собой коллегу и, получив ранения в голову и грудь, скончался на месте.
Похоронен на кладбище в селе Буздяк Республики Башкортостан.
Указом Президента Российской Федерации капитан милиции Ильшат Альбертович Галлямов посмертно был удостоен ордена Мужества.

## Память
- В честь Галлямова И.А. названа улица в Буздяке[2].
- Памятник Галлямову И.А. установлен на Интернациональной улице в Буздяке, около Отделения ГИБДД отдела МВД России по Буздякскому району[5].
- Навечно зачислен в списки личного состава Буздякского РОВД, в музее отделения ему посвящён стенд, где представлены личные вещи погибшего капитана милиции.